# 아프가니스탄-우즈베키스탄 우호의 다리

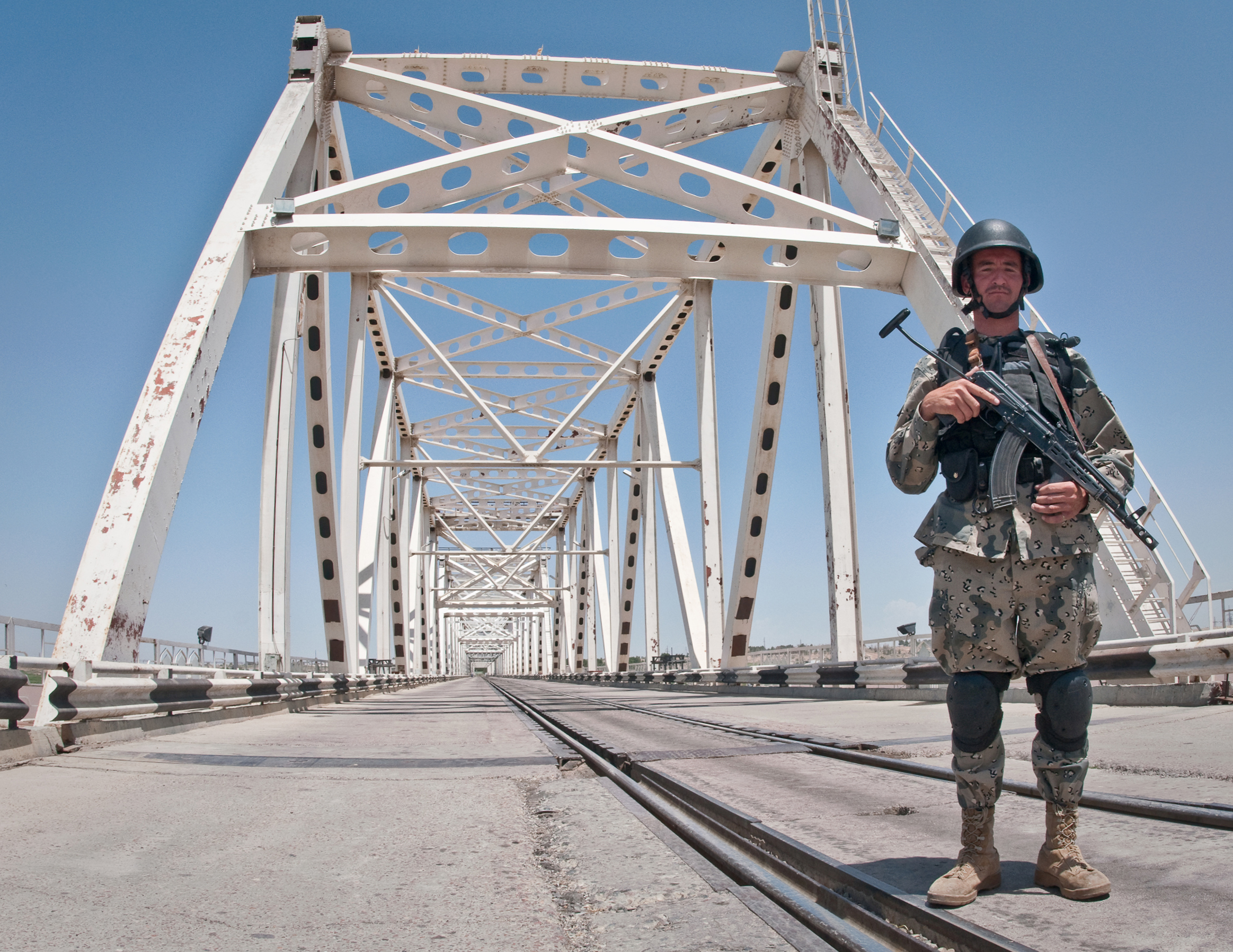
아프가니스탄-우즈베키스탄 우호의 다리를 지키는 아프가니스탄 국경경비경찰

아프가니스탄–우즈베키스탄 우호의 다리는 우즈베키스탄의 테르메스와 아프가니스탄 북부의 발흐주 사이를 연결하는 다리이다. 1982년 소련 시대에 아무다리야강 위에 건설되었으며, 소련의 아프가니스탄 침공을 수행하기 위해 건설되었다.
1997년 5월 마자르이샤리프를 점거한 탈레반에 의해서 폐쇄되기도 했으나 2001년 12월 9일 재개통되었다.